# Postprint

Przykładowy artykuł

Postprint – to zrecenzowana metodą peer review ostateczna wersja artykułu przed publikacją. Od wersji wydawniczej - już opublikowanej w czasopiśmie, różni się tym, że nie posiada jeszcze specyficznej dla danego czasopisma szaty graficznej. Jest zrecenzowaną wersją publikacji naukowej przygotowaną do opublikowania. 
Razem preprint i postprint nazywane są e-prints. Oba typy dokumentów samoarchiwizuje się w repozytoriach naukowych, jest to proces realizacji tzw. "zielonej drogi" Open Access.